# 奧斯特拉爾島
奧斯特拉爾島（英語：Austral Island）是南極洲的島嶼，位於威爾克斯地，處於彭尼灣南端，屬於風車行動群島的一部分，根據美國海軍拍攝空中照片繪入地圖，現時由南極條約體系管理。